# Fading West
Fading West é o nono álbum de estúdio da banda norte-americana de rock alternativo Switchfoot, lançado em janeiro de 2014. O disco trouxe quatro singles e acompanhou um filme documentário de nome homônimo, lançado no ano anterior.

## Produção
Em uma entrevista com Jake Denning, o baterista Chad Butler disse: "Tem sido interessante, sabe - normalmente, um disco do Switchfoot começa com Jon [Foreman] e um violão, e então construímos a estrutura de uma música em torno disso. Mas, dessa vez, houve muito mais espaço para novas experiências, encontrando instrumentos nos locais por onde passamos - por exemplo, Drew [Shirley] encontrou um violão na beira da estrada na África, feito de uma lata de gasolina, e se inspirou no som único que ele tinha. (...) Acho que isso nos permitiu começar do zero e deixar que os sons que estamos encontrando existam sem necessariamente uma melodia ou uma letra ainda, e apenas ter uma paisagem sonora. (...) Acho que haverá espaço para respirar no álbum que não nos permitimos no passado. Sabe, acho que existe aquela ideia cinematográfica no fundo da sua mente de que você está criando algo que não precisa ser uma música pop de 3 minutos."
Jon Foreman afirmou que o projeto contaria com a participação de alguns amigos do Switchfoot, incluindo Sean Watkins, seu colega de banda da Fiction Family, e sua irmã Sara Watkins, o saxofonista Karl Denson e Charlie Peacock (o coprodutor de "Dare You to Mov", que descobriu o Switchfoot e assinou o primeiro contrato com a banda). Na época, Jon disse que "Queremos atrair pessoas diferentes que toquem outros instrumentos e possam acrescentar cores à trilha sonora que nunca conseguiríamos acrescentar."

## Desempenho comercial
Fading West vendeu 39.000 unidades em sua primeira semana de lançamento nos Estados Unidos, o que permitiu que estreasse em sexto lugar na parada Billboard 200, tornando-se assim o álbum da banda com maior número de vendas desde Nothing Is Sound (2005). Fading West também ficou no topo da Billboard Christian Albums e da Top Alternative Albums, e alcançou o segundo lugar na parada Rock Albums. Em junho de 2016, o álbum havia vendido 94.000 cópias nos Estados Unidos.
O álbum também estreou na 12ª posição no Canadá, e na 50ª posição na Austrália, tornando-se o primeiro álbum da banda a entrar nas paradas desde Nothing Is Sound. Na Suíça, foi o primeiro álbum do Switchfoot a entrar nas paradas, estreando na 90ª posição. Também estreou na 38ª posição na Nova Zelândia e alcançou a 27ª posição em sua segunda semana.

## Faixas
| N.º            | Título                          | Duração |  |
| 1.             | "Love Alone Is Worth the Fight" | 4:35    |  |
| 2.             | "Who We Are"                    | 3:25    |  |
| 3.             | "When We Come Alive"            | 3:36    |  |
| 4.             | "Say It Like You Mean It"       | 3:53    |  |
| 5.             | "The World You Want"            | 4:18    |  |
| 6.             | "Slipping Away"                 | 3:35    |  |
| 7.             | "Ba55"                          | 4:45    |  |
| 8.             | "Let It Out"                    | 3:17    |  |
| 9.             | "All or Nothing At All"         | 3:46    |  |
| 10.            | "Saltwater Heart"               | 4:04    |  |
| 11.            | "Back to the Beginning Again"   | 4:12    |  |
| Duração total: | Duração total:                  | 43:19   |  |

## Paradas
| Parada (2014)                           | Melhor posição |
| --------------------------------------- | -------------- |
| Austrália (ARIA)                        | 50             |
| Canadá (Billboard)                      | 12             |
| Nova Zelândia (RMNZ)                    | 27             |
| Suíça (Schweizer Hitparade)             | 90             |
| Estados Unidos (Billboard 200)          | 6              |
| Estados Unidos (Christian Albums)       | 1              |
| Estados Unidos (Top Alternative Albums) | 1              |
| Estados Unidos (Top Rock Albums)        | 2              |
| Estados Unidos (Top Tastemaker Albums)  | 19             |

Paradas de final de ano
| Paradas (2014)                    | Posição |
| --------------------------------- | ------- |
| US Alternative Albums (Billboard) | 40      |
| US Christian Albums (Billboard)   | 9       |
| US Top Rock Albums (Billboard)    | 59      |